# オルダニーの旗

オルダニーの旗

オルダニーの政府の旗

オルダニーの旗（オルダニーのはた、英: Flag of Alderney）は、1993年12月20日に制定された。
中央に、オルダニー島の紋章を添えた聖ゲオルギウス十字があり、金の縁に緑の背景の中で小枝（en:Twig）を持つライオンが載っている。